# Pilemia hirsutula
Pilemia hirsutula (син. Phytoecia hirsutula) је инсект из реда тврдокрилаца (Coleoptera) и фамилије стрижибуба (Cerambycidae). Припада потфамилији Lamiinae.

## Распрострањење и станиште
Распрострањена је у средњој и источној Европи, на Балканском полуострву, Кавказу и у Малој Азији. У Србији је ова врсте спорадично налажена, у Војводини и источној Србији. Настањује степска станишта, а имага се могу наћи на биљкама хранитељкама.

## Опис
Pilemia hirsutula је дугaчка 7—14 mm. Тело је црно, покривено жуто-сивим длачицама. На пронотуму су три уздужне врпце. Покрилца су покривена мрљастим томентом. Антене су код мужјака нешто краће од тела, а чланци нису изразито прстеновани. На стернитима нема квржица.

## Биологија и развиће
Имага су активна у мају и јуну. Ларве се развијају у стабљкама биљке домаћина, а то су Stachys spp. (посебо Stachys recta), Phlomis tuberosa, Balota nigra и Salvia spp. Marubium spp.